# Farum Kommune
| Strukturdaten       | Strukturdaten  |
| ------------------- | -------------- |
| Gemeindenummer      | 207            |
| Sitz der Verwaltung | Farum          |
| Fläche              | 22,69 km²      |
| Einwohner           | 18.737 (2006)  |
| Kommune seit 2007   | Furesø Kommune |

Farum Kommune [ˈfɑːʀom] war bis Dezember 2006 eine dänische Kommune im damaligen Frederiksborg Amt auf der Insel Seeland. Seit Januar 2007 ist sie zusammen mit der ehemaligen Kommune Værløse Teil der neugebildeten Furesø Kommune. Farum Kommune lag im nördlichen Vorortbereich der dänischen Hauptstadt Kopenhagen. Sie war etwa 23 km² groß und hatte 18.737 Einwohner (2006). 
Hauptort war Farum.